# Stehwellenmessgerät

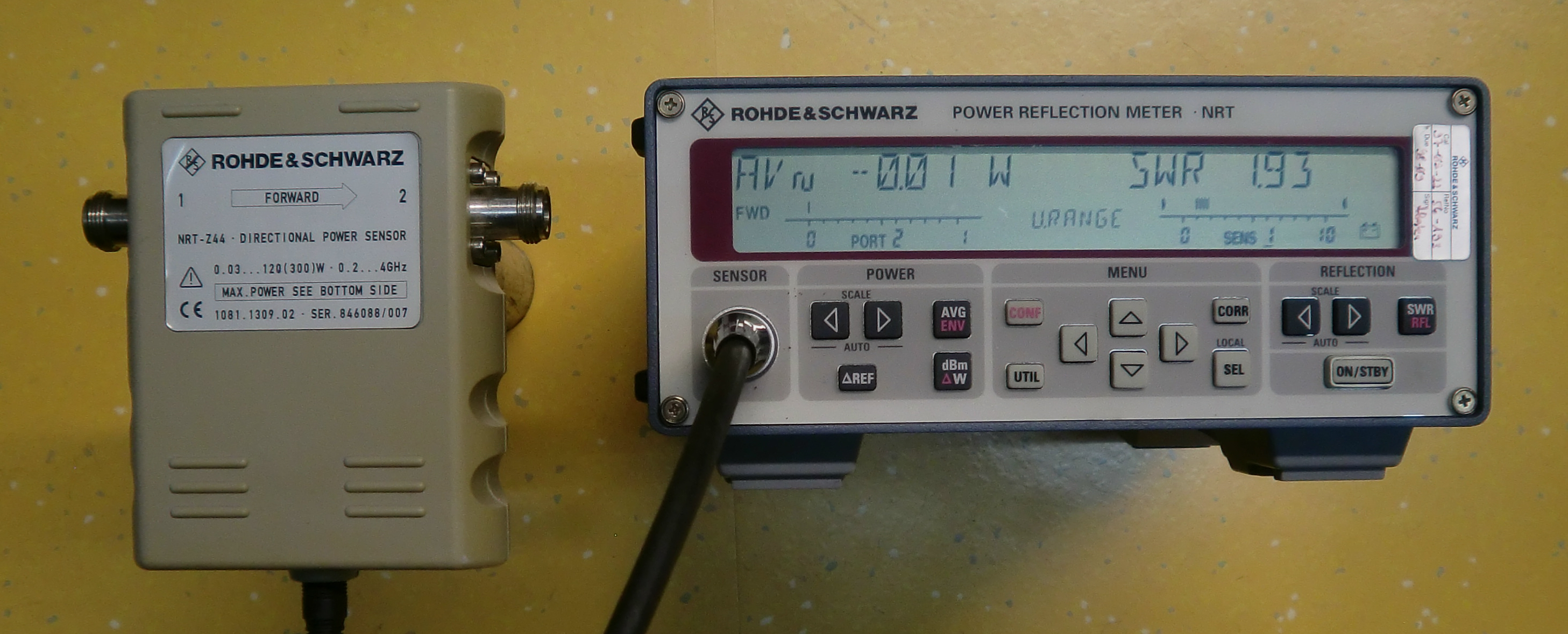
Stehwellenmessgerät (re.) mit abgesetztem Richtkoppler (li.)

Ein Stehwellenmessgerät (englisch SWR meter) ist ein Gerät zur Messung des Stehwellenverhältnisses. Mit ihm können die in einem Koaxialkabel laufenden hochfrequenten Wellen getrennt nach Richtung in ihrem Betrag erfasst werden. Es erlaubt eine Aussage über das Maß der Fehlanpassung einer Antenne oder einer Ersatzlast am Ende des Kabels.
Das Stehwellenverhältnis hat im Idealfall wenn keine rücklaufende Welle vorhanden ist, d. h. wenn keine Fehlanpassung vorliegt, den Wert 1. Bei einer Fehlanpassung liegen die Werte über 1.

## Messung mit Richtkopplern

Gängige Innenschaltung eines Stehwellenmessgerätes

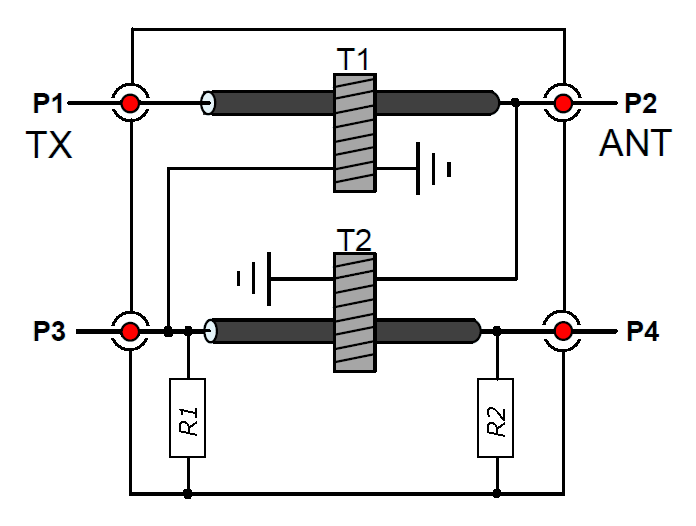
SWR-Brücke mit zwei identischen Stromwandlern nach Sontheimer-Frederick

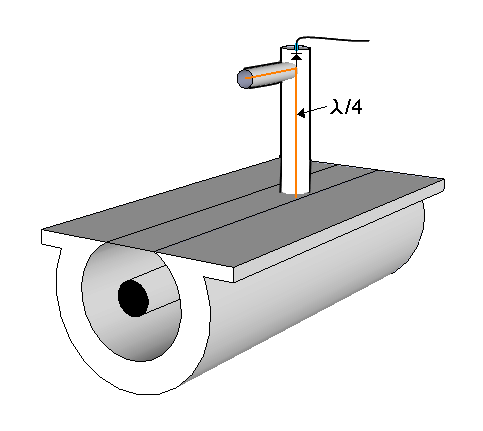
Schnittbild eines Stehwellenmessgerätes, mit dem sich die Spannungsänderungen am Innenleiter eines Koaxialkabels bestimmen lassen. Zur genauen Messung der Abstände von Maxima und Minima kann der Messkopf parallel zum Innenleiter verschoben werden.

Ein Stehwellenmesser für sehr hohe Frequenzen besteht aus einem oder zwei Richtkopplern, Gleichrichtern und einem Spannungsmessgerät, welches wahlweise an einen der beiden Ausgänge angeschlossen wird, oder zwei Messwerken, deren Zeiger sich überkreuzen (Kreuzzeigerinstrument).
Der eine Wert ist ein Maß für die Spannung der hinlaufenden, der andere ein Maß für die Spannung der rücklaufenden Welle. Die Länge A der Koppeldrähte kann nicht beliebig gewählt werden:
- A muss kürzer als die Wellenlänge λ des Messsignals sein. Absolute Obergrenze ist λ/4.
- Wenn A zu kurz ist und die ausgekoppelte Spannung nur etwa so groß wie die Schwellenspannung der Dioden, steigt der Messfehler enorm. Deshalb sind Richtkoppler dieser Bauart bei Wellenlängen über 50 m kaum brauchbar.

### Breitbandrichtkoppler
Bei Frequenzen unter 5 MHz ersetzt man die Drahtstücke durch Stromwandler (Durchsteckwandler). Dadurch ist die gemessene Spannung fast unabhängig von der Wellenlänge.
Eine Möglichkeit bietet der Bruene-Richtkoppler, der einen Stromwandler mit zwei einstellbaren Kondensatoren kombiniert.
Beim Richtkoppler nach Sontheimer-Frederick werden zwei identische Stromwandler benutzt, um
- mit T1 den Strom des Innenleiters im Verhältnis n:1 herabzutransformieren und
- mit T2 die Spannung zwischen Innen- und Außenleiter im Verhältnis n:1 herabzutransformieren.

Dadurch bleibt die Impedanz U/I gewahrt. Die Koppelkonstante errechnet sich zu C3,1 = 20·log(n). Die beiden Widerstände R1 und R2 des Transformators T2 müssen den gleichen Wert besitzen wie der Wellenwiderstand des Koaxialkabels zwischen P1 und P2.

## Direkte Spannungsmessung
Bei ausreichend kurzen Wellenlängen und sehr hohen Ansprüchen an die Messgenauigkeit wird der Spannungsverlauf am Innenleiter eines angeschnittenen Koaxialkabels (engl. slotted line) bestimmt. Dabei misst man die (oft zu hohe) Spannung des Innenleiters nicht direkt, sondern koppelt einen geringen Bruchteil kapazitiv aus und regt damit den orange gezeichneten λ/4-Schwingkreis an, an dessen Anzapfung die HF-Spannung gleichgerichtet wird. Mit einem verschiebbaren Kurzschluss am linken Ende des Schwingkreises wird Resonanz eingestellt. Die Mindestlänge der slotted line liegt bei λ/2, weshalb die Anwendbarkeit auf den UKW-Bereich begrenzt ist.
Messverfahren: Man sucht eine Stelle auf dem Wellenleiter, an der eine besonders große Effektivspannung UMax gemessen werden kann. Im Abstand λ/4 davon muss die Spannung UMin besonders klein sein. Das gesuchte Stehwellenverhältnis berechnet sich zu
{\displaystyle {\text{SWR}}={\frac {U_{\text{max}}}{U_{\text{min}}}}}

## Kalibrierung
Das zu kalibrierende Stehwellenmessgerät wird zwischen Sender und Ersatzlast geschaltet, die verbindenden Koaxialkabel sollen erheblich kürzer als ein Viertel der Wellenlänge sein, bei der gemessen werden soll, um Verfälschungen durch Kabelresonanzen zu vermeiden. Das Stehwellenverhältnis für unterschiedliche Werte der Ersatzlast kann berechnet und zur Kontrolle der angezeigten Werte herangezogen werden.

## Wo soll das SWR gemessen werden?
Bei langen Kabeln sind Kabelresonanzen die Ursache, dass an unterschiedlichen Messstellen teilweise stark abweichende Stehwellenverhältnisse angezeigt werden. Der optimale Messpunkt liegt an der Verbindungsstelle von Kabel und Antenne, weil dann der tatsächliche Fußpunktwiderstand der Antenne mit dem Eichwert des Stehwellenmessgerätes verglichen wird. Dieser Punkt ist aber oft unzugänglich oder unbequem zu erreichen. Deshalb wird das Messgerät meist unmittelbar nach dem Sender angeschlossen.
Das SWR ist unabhängig von der Länge der Speiseleitung, sofern diese Voraussetzungen erfüllt sind:
- Die Speiseleitung ist nicht funktionaler Bestandteil der Antenne (z. B. Koax-Mantel dient nicht als Gegengewicht)
- Die Speiseleitung ist verlustlos
- Die Speiseleitung ist frei von Mantelwellen

Jeder Wellenleiter dämpft die durchlaufenden Wellen um einen gewissen Prozentsatz, weshalb sich das Messergebnis am Kabelanfang von dem am Kabelende unterscheidet. Die oft gravierenden Folgen lassen sich an einem einfachen Beispiel zeigen: Ein Sender der Leistung 100 W ist über ein Koaxialkabel mit einer Antenne verbunden, das Kabel dämpft um 3 dB, an der Antenne kommen nur 50 W an.
- Falls die Antenne kurzgeschlossen oder der Anschluss abgerissen ist, wird diese Leistung vollständig reflektiert, weshalb man unmittelbar an der Antenne SWR → ∞ misst und berechnet.
- Die reflektierte Leistung wird ebenfalls um 3 dB gedämpft, es kommen nur 25 W am Sender an und hier zeigt das Messgerät SWR = 3 an. Das mag für bescheidene Ansprüche ausreichen, ist aber falsch.
- Erhöht sich feuchtigkeitsbedingt die Kabeldämpfung auf 4 dB, sinkt das am Sender gemessene SWR auf den akzeptablen Wert 2,3 und signalisiert eine funktionsfähige Anlage, obwohl die Antenne nichts abstrahlt.

Trotzdem wird das Stehwellenmessgerät fast immer direkt am Sender betrieben, weil es dort wesentlich besser zugänglich ist als an der Antenne.
Wenn die Signaldämpfung längs des Kabels ausreichend groß ist, kann trotz völliger Fehlanpassung ein akzeptables SWR angezeigt werden. Beispielsweise kann ein 30 m langes Stück RG58U-Koaxialkabel bei 432 MHz als Dummy Load bis etwa 200 W verwendet werden, weil die reflektierte Welle um insgesamt 20 dB gedämpft wird. Deshalb kommt – unabhängig vom Abschlusswiderstand – maximal 1 % der eingespeisten Leistung wieder am Sender an, woraus sich das sehr geringe SWR = 1,22 errechnet. Bei tieferen Frequenzen muss ein entsprechend längeres Kabel verwendet werden, um die erforderliche Gesamtdämpfung zu erreichen.

## Anwendung

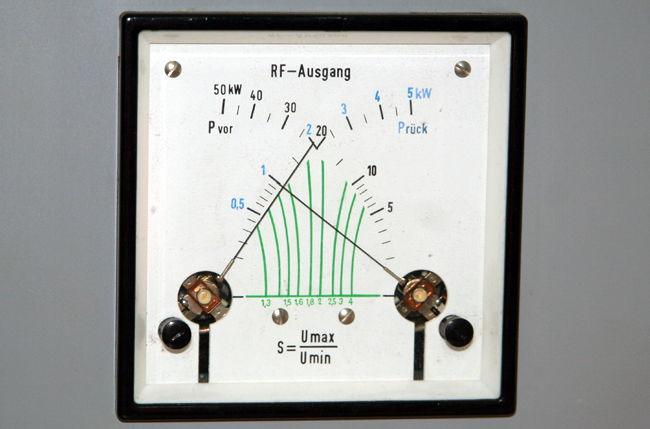
Stehwellenmessgerät mit Kreuzzeiger

Die Wellenimpedanz des Hochfrequenzkabels und der Antenne bzw. Last müssen bestmöglich aneinander angepasst sein, um unnötige Verluste durch in ihn reflektierte Leistung zu vermeiden. Das Stehwellenmessgerät erlaubt keine Aussage, wie gut die Wellen von der Antenne abgestrahlt werden. Die Impedanz des Senders weicht bei großen Leistungen stark vom Wellenwiderstand des Kabels ab, um einen Wirkungsgrad über 50 % zu ermöglichen (Siehe Leitungsanpassung).
Bei der Errichtung und beim Betrieb von Hochfrequenzanlagen verwendet man Stehwellenmessgeräte
- zur Impedanzanpassung von Sendeantennen
- zur Überwachung von Sendeantennen im laufenden Betrieb, hier oft mit Zusatzeinrichtungen versehen, welche bei erheblicher Fehlanpassung die Sendeleistung drosseln oder den Sender abschalten
- zur Überwachung an Geräten zur Hochfrequenzerwärmung, Plasmaerzeugung und Anregung von Gaslasern (z. B. HF-angeregte CO2-Laser).